# There's Always Tomorrow
There's Always Tomorrow is een Amerikaanse dramafilm uit 1956 onder regie van Douglas Sirk. De film werd destijds in Nederland uitgebracht onder de titel Avontuur der eenzamen.

## Verhaal
Speelgoedfabrikant Clifford Groves voelt zich niet gewaardeerd door vrouw en kinderen. Hij ontmoet zijn oude vlam Norma en hij begint een affaire met haar. Dan komt de zoon van Clifford achter hun relatie.

## Rolverdeling
| Acteur           | Personage          |
| ---------------- | ------------------ |
| Barbara Stanwyck | Norma Miller Vale  |
| Fred MacMurray   | Clifford Groves    |
| Joan Bennett     | Marion Groves      |
| William Reynolds | Vinnie Groves      |
| Pat Crowley      | Ann                |
| Gigi Perreau     | Ellen Groves       |
| Jane Darwell     | Mevrouw Rogers     |
| Race Gentry      | Bob                |
| Myrna Hansen     | Ruth               |
| Judy Nugent      | Frances Groves     |
| Paul Smith       | Piccolo            |
| Helen Kleeb      | Juffrouw Walker    |
| Jane Howard      | Bloemenmeisje      |
| Frances Mercer   | Ruth Doran         |
| Sheila Bromley   | Vrouw uit Pasadena |